# Viviers-lès-Montagnes
Viviers-lès-Montagnes é uma comuna francesa na região administrativa da Occitânia, no departamento de Tarn. Estende-se por uma área de 17.91 km², e possui 1.959 habitantes, segundo o censo de 2018, com uma densidade de 110 hab/km².